# Liste der Kulturdenkmale in Meldorf
In der Liste der Kulturdenkmale in Meldorf sind alle Kulturdenkmale der schleswig-holsteinischen Stadt Meldorf (Kreis Dithmarschen) aufgelistet (Stand: 10. März 2025).

## Legende
In den Spalten befinden sich folgende Informationen:
- Objekt-ID: die Nummer des Kulturdenkmales
- Lage: die Adresse des Kulturdenkmales und die geographischen Koordinaten. Kartenansicht, um Koordinaten zu setzen. In der Kartenansicht sind Kulturdenkmale ohne Koordinaten mit einem roten Marker dargestellt und können in der Karte gesetzt werden. Kulturdenkmale ohne Bild sind mit einem blauen Marker gekennzeichnet, Kulturdenkmale mit Bild mit einem grünen Marker.
- Offizielle Bezeichnung: Bezeichnung des Kulturdenkmales
- Beschreibung: die Beschreibung des Kulturdenkmales
- Bild: ein Bild des Kulturdenkmales

## Sachgesamtheiten
| Objekt-ID      | Lage                                             | Offizielle Bezeichnung | Beschreibung | Bild                             |
| -------------- | ------------------------------------------------ | ---------------------- | --- | -------------------------------- |
| 40550 Wikidata | Nordermarkt 1 (54° 5′ 26″ N, 9° 4′ 18″ O)        | Kirche St. Johannis    | Aktualisierung vorgesehen - Begründung: geschichtlich, künstlerisch, städtebaulich, Kulturlandschaft prägend - Schutzumfang: Kirche St. Johannis mit Ausstattung, Kirchhof, Baumkranz, Granitböschungsmauer | weitere Fotos \| Fotos hochladen |
| 45043 Wikidata | Norderstraße 1, 1-1a (54° 5′ 29″ N, 9° 4′ 15″ O) | Nanny-Peters-Stift     | Nanny-Peters Stift; 1795–97, Architekt E. W. Meissner, Entwurf wohl C. F. Hansen; klassizistisches Wohnhaus in Lehmstampfbauweise mit Nebengebäude und Garten mit Buchenrondell, Altbaumbestand und Einfriedung - Begründung: geschichtlich, wissenschaftlich, künstlerisch, städtebaulich, technisch, Kulturlandschaft prägend - Schutzumfang: Nanni-Peters-Stift (Norderstraße 1), Nebengebäude/Wohnhaus (Norderstraße 1a), Garten mit Buchenrondell (Norderstraße 1-1a) | weitere Fotos \| Fotos hochladen |

## Mehrheit von baulichen Anlagen
| Objekt-ID      | Lage                                             | Offizielle Bezeichnung      | Beschreibung | Bild            |
| -------------- | ------------------------------------------------ | --------------------------- | --- | --------------- |
| 54867 Wikidata | Burgstraße 8, 10, 12 (54° 5′ 21″ N, 9° 4′ 15″ O) | Wohngebäude Burgstraße 8-12 | Wohngebäude; zweite Hälfte des 19. Jh. und 1874; Gruppe von drei nebeneinanderstehenden, giebelständigen Wohnhäusern; im Zentrum zweigeschossiger Massivbau mit Satteldach, Putzgliederung, Tympanon-artigem Giebel und eingezogenem Eingang; 1874; flankierend zwei jeweils ähnliche, giebelständige, eingeschossige Putzbauten mit Mansard-Halbwalmdächern und Fachwerkgiebeln - Begründung: städtebaulich - Schutzumfang: Wohnhäuser Burgstraße 8, 10, 12 | Fotos hochladen |

## Bauliche Anlagen
| Objekt-ID      | Lage                                          | Offizielle Bezeichnung              | Beschreibung | Bild                             |
| -------------- | --------------------------------------------- | ----------------------------------- | --- | -------------------------------- |
| 31898 Wikidata | Albersberg (54° 5′ 18″ N, 9° 4′ 15″ O)        | Straßenraum                         | Alteintragung (Aktualisierung vorgesehen) - Begründung: Alteintragung (Aktualisierung vorgesehen) - Schutzumfang: Alteintragung (Aktualisierung vorgesehen) - Denkmaltyp: Bauliche Anlage | weitere Fotos \| Fotos hochladen |
| 31896 Wikidata | Am Bahnhof 2 (54° 5′ 19″ N, 9° 4′ 45″ O)      | Postgebäude                         | Postgebäude; 1894; zweigeschossiger Massivbau mit Satteldach, Eckstanderker und traufständigem Querbau, rahmenden Klinkergliederung mit Putzflächen, Giebel als Risalit ausgebildet mit großem segmentbogigem Fenster und allegorischem Stuckgiebelfeld - Begründung: geschichtlich, städtebaulich - Schutzumfang: gesamtes Äußeres, - Denkmaltyp: Bauliche Anlage                                                       | Fotos hochladen                  |
| 53535 Wikidata | An den Anlagen (54° 5′ 39″ N, 9° 4′ 14″ O)    | Kriegsdenkmal                       | Kriegsdenkmal; 1878; Obelisk in Erinnerung an die Gefallenen von 1818, 1850 und 1870/71 auf der Höhe der Grünanlage, monolithischer Spitzpfeiler aus Naturstein auf Postament mit Inschriftentafeln aus weißem Marmor, auf Stufensockel - Begründung: geschichtlich, wissenschaftlich, Kulturlandschaft prägend - Schutzumfang: Kriegsdenkmal, - Denkmaltyp: Bauliche Anlage                                             | Fotos hochladen                  |
| 5121 Wikidata  | Burgstraße 1 (54° 5′ 23″ N, 9° 4′ 17″ O)      | Wohnhaus                            | Alteintragung (Aktualisierung vorgesehen) - Begründung: geschichtlich, städtebaulich - Schutzumfang: gesamtes Äußeres - Denkmaltyp: Bauliche Anlage | weitere Fotos \| Fotos hochladen |
| 8311 Wikidata  | Burgstraße 4 (54° 5′ 23″ N, 9° 4′ 15″ O)      | Wohnhaus                            | Wohnhaus: 1. H. 19. Jh.; eingeschossiger, giebelständiger, weißgeschlämmter Ziegelbau mit Halbwalmdach, neoklassizistischer Eingang, Fenster im Erdgeschoss mit Ziersegmentbögen gegliedert; in städtebaulich prominenter Lage - Begründung: geschichtlich, städtebaulich - Schutzumfang: Wohnhaus, - Denkmaltyp: Bauliche Anlage                                                                                        | Fotos hochladen                  |
| 3400 Wikidata  | Burgstraße 20 (54° 5′ 19″ N, 9° 4′ 13″ O)     | Speicher                            | Alteintragung (Aktualisierung vorgesehen) - Begründung: Alteintragung (Aktualisierung vorgesehen) - Schutzumfang: Alteintragung (Aktualisierung vorgesehen) - Denkmaltyp: Bauliche Anlage | weitere Fotos \| Fotos hochladen |
| 3401 Wikidata  | Burgstraße 22 (54° 5′ 19″ N, 9° 4′ 13″ O)     | Wohnhaus                            | Alteintragung (Aktualisierung vorgesehen) - Begründung: Alteintragung (Aktualisierung vorgesehen) - Schutzumfang: Alteintragung (Aktualisierung vorgesehen) - Denkmaltyp: Bauliche Anlage | weitere Fotos \| Fotos hochladen |
| 3402 Wikidata  | Burgstraße 24 (54° 5′ 19″ N, 9° 4′ 12″ O)     | Wohnhaus                            | Alteintragung (Aktualisierung vorgesehen) - Begründung: Alteintragung (Aktualisierung vorgesehen) - Schutzumfang: Alteintragung (Aktualisierung vorgesehen) - Denkmaltyp: Bauliche Anlage | weitere Fotos \| Fotos hochladen |
| 4014 Wikidata  | Burgstraße (54° 5′ 20″ N, 9° 4′ 14″ O)        | Straßenraum                         | Alteintragung (Aktualisierung vorgesehen) - Begründung: Alteintragung (Aktualisierung vorgesehen) - Schutzumfang: Alteintragung (Aktualisierung vorgesehen) - Denkmaltyp: Bauliche Anlage | weitere Fotos \| Fotos hochladen |
| 2424 Wikidata  | Bütjestraße 2 (54° 5′ 29″ N, 9° 4′ 24″ O)     | ehem. Gelehrtenschule               | Alteintragung (Aktualisierung vorgesehen) - Begründung: Alteintragung (Aktualisierung vorgesehen) - Schutzumfang: Alteintragung (Aktualisierung vorgesehen) - Denkmaltyp: Bauliche Anlage | weitere Fotos \| Fotos hochladen |
| 2807 Wikidata  | Bütjestraße 4 (54° 5′ 29″ N, 9° 4′ 24″ O)     | Landesmuseum                        | Alteintragung (Aktualisierung vorgesehen) - Begründung: Alteintragung (Aktualisierung vorgesehen) - Schutzumfang: Alteintragung (Aktualisierung vorgesehen) - Denkmaltyp: Bauliche Anlage | weitere Fotos \| Fotos hochladen |
| 45499 Wikidata | Im Grunde 3 (54° 5′ 27″ N, 9° 4′ 10″ O)       | Wohnhaus                            | Wohnhaus; um 1890; eingeschossiger Putzbau mit Drempel und Satteldach, zweigeschossige übergiebelte Mittelachse, zeittypische Fassadengliederung, historische Gittereinfriedung - Begründung: geschichtlich, städtebaulich - Schutzumfang: Wohnhaus, Einfriedung - Denkmaltyp: Bauliche Anlage | BW                               |
| 5124 Wikidata  | Jungfernstieg 1 (54° 5′ 31″ N, 9° 4′ 8″ O)    | Finanzamt                           | Alteintragung (Aktualisierung vorgesehen) - Begründung: Alteintragung (Aktualisierung vorgesehen) - Schutzumfang: gesamtes Äußeres - Denkmaltyp: Bauliche Anlage | weitere Fotos \| Fotos hochladen |
| 5122 Wikidata  | Jungfernstieg 4a (54° 5′ 29″ N, 9° 4′ 0″ O)   | Fachhallenhaus                      | Alteintragung (Aktualisierung vorgesehen) - Begründung: Alteintragung (Aktualisierung vorgesehen) - Schutzumfang: Alteintragung (Aktualisierung vorgesehen) - Denkmaltyp: Bauliche Anlage | Fotos hochladen                  |
| 28288 Wikidata | Jungfernstieg 4a (54° 5′ 29″ N, 9° 4′ 1″ O)   | Wagenschauer                        | Alteintragung (Aktualisierung vorgesehen) - Begründung: Alteintragung (Aktualisierung vorgesehen) - Schutzumfang: Alteintragung (Aktualisierung vorgesehen) - Denkmaltyp: Bauliche Anlage | Fotos hochladen                  |
| 28289 Wikidata | Jungfernstieg 4a (54° 5′ 28″ N, 9° 4′ 1″ O)   | Backofen                            | Alteintragung (Aktualisierung vorgesehen) - Begründung: Alteintragung (Aktualisierung vorgesehen) - Schutzumfang: Alteintragung (Aktualisierung vorgesehen) - Denkmaltyp: Bauliche Anlage | Fotos hochladen                  |
| 8313 Wikidata  | Klosterhof 8 - 10 (54° 5′ 28″ N, 9° 4′ 29″ O) | ehem. Rektorenhaus                  | ehem. Rektorenhaus; 1631; heute Wohnhaus, eingeschossiger Mauerwerksbau mit Satteldach, ursprüngliches Fachwerk in Resten erhalten, ein Giebel mit drei Horizontalgesimsen und doppelbogig abschließender Blende, die andere Giebelseite in Fachwerk über Knaggen vorkragend - Begründung: geschichtlich, wissenschaftlich, städtebaulich - Schutzumfang: gesamtes Objekt - Denkmaltyp: Bauliche Anlage                  | weitere Fotos \| Fotos hochladen |
| 5155 Wikidata  | Klosterhof 17/19 (54° 5′ 27″ N, 9° 4′ 30″ O)  | ehem. Dominikanerkloster            | Alteintragung (Aktualisierung vorgesehen) - Begründung: Alteintragung (Aktualisierung vorgesehen) - Schutzumfang: Alteintragung (Aktualisierung vorgesehen) - Denkmaltyp: Bauliche Anlage | weitere Fotos \| Fotos hochladen |
| 3365 Wikidata  | Messnerstraße 9 (54° 5′ 37″ N, 9° 4′ 12″ O)   | Windmühle „Nordermühle Fortuna“     | Alteintragung (Aktualisierung vorgesehen) - Begründung: Alteintragung (Aktualisierung vorgesehen) - Schutzumfang: Alteintragung (Aktualisierung vorgesehen) - Denkmaltyp: Bauliche Anlage | weitere Fotos \| Fotos hochladen |
| 3403 Wikidata  | Nordermarkt 1 (54° 5′ 26″ N, 9° 4′ 17″ O)     | Kirche St. Johannis mit Ausstattung | Alteintragung (Aktualisierung vorgesehen) - Begründung: geschichtlich, künstlerisch, städtebaulich - Schutzumfang: gesamtes Objekt - Denkmaltyp: Bauliche Anlage, Sachgesamtheit: Kirche St. Johannis | weitere Fotos \| Fotos hochladen |
| 3405 Wikidata  | Nordermarkt 5 (54° 5′ 28″ N, 9° 4′ 18″ O)     | Wohn- und Geschäftshaus             | Alteintragung (Aktualisierung vorgesehen) - Begründung: Alteintragung (Aktualisierung vorgesehen) - Schutzumfang: Alteintragung (Aktualisierung vorgesehen) - Denkmaltyp: Bauliche Anlage | weitere Fotos \| Fotos hochladen |
| 3407 Wikidata  | Norderstraße 1 (54° 5′ 28″ N, 9° 4′ 16″ O)    | Nanni-Peters-Stift                  | Nanny-Peters-Stift; 1795–97, Architekt E. W. Meissner, Entwurf wohl C. F. Hansen; eingeschossiger Stampflehmbau in Traufstellung, klassizistische Gliederung mit übergiebeltem Mittelrisalit, im Innern Dielenausmalung - Begründung: geschichtlich, wissenschaftlich, künstlerisch, städtebaulich - Schutzumfang: gesamtes Objekt - Denkmaltyp: Bauliche Anlage, Sachgesamtheit: Nanny-Peters-Stift                     | Fotos hochladen                  |
| 29431 Wikidata | Norderstraße 6 (54° 5′ 30″ N, 9° 4′ 16″ O)    | Wohn- und Geschäftshaus             | Wohn- und Geschäftshaus; 4. Viertel des 19. Jh.; giebelständiger, teilunterkellerter, zweieinhalbgeschossiger Ziegelmassivbau mit flachem Satteldach, straßenseitig Putzgliederung mit Pilastern und Rustika, sonst ziegelsichtig, rückseitig Treppenhaus und eingeschossiger Wohnbau mit Halbwalmdach - Begründung: geschichtlich, städtebaulich - Schutzumfang: Wohn- und Geschäftshaus, - Denkmaltyp: Bauliche Anlage | BW                               |
| 45042 Wikidata | Norderstraße (54° 5′ 28″ N, 9° 4′ 17″ O)      | Kriegsgefangenen-Mahnmal            | Kriegsgefangenen-Mahnmal; 1953, von Wilhelm Johann Schwinghammer; gegossene lebensgroße Kunststein-Skulptur eines stehenden, in einen Umhang gehüllten Mannes, auf Plinthe und würfelförmigem Sockel mit drei mahnenden Inschriften - Begründung: geschichtlich, wissenschaftlich, künstlerisch - Schutzumfang: Kriegsgefangenen-Mahnmal - Denkmaltyp: Bauliche Anlage                                                   | weitere Fotos \| Fotos hochladen |
| 3408 Wikidata  | Papenstraße 2 (54° 5′ 25″ N, 9° 4′ 26″ O)     | Altes Pastorat                      | Alteintragung (Aktualisierung vorgesehen) - Begründung: geschichtlich, wissenschaftlich, künstlerisch, städtebaulich - Schutzumfang: gesamtes Objekt - Denkmaltyp: Bauliche Anlage | weitere Fotos \| Fotos hochladen |
| 31918 Wikidata | Papenstraße 2 (54° 5′ 25″ N, 9° 4′ 26″ O)     | Museumsweberei                      | Alteintragung (Aktualisierung vorgesehen) - Begründung: geschichtlich, wissenschaftlich, künstlerisch, städtebaulich - Schutzumfang: Alteintragung (Aktualisierung vorgesehen) - Denkmaltyp: Bauliche Anlage | weitere Fotos \| Fotos hochladen |
| 6798 Wikidata  | Rosenstraße 12 (54° 5′ 19″ N, 9° 4′ 23″ O)    | ehem. Elektrizitätswerk             | ehem. Elektrizitätswerk; 1900; zweigeschossiger Backsteinbau, giebelständiger Kopfbau mit Satteldach, kompakter Querflügel mit großen Fenstern und flachem Satteldach, zeittypische Backsteingliederung durch Lisenen sowie Geschoss- und Ortgangfriese. - Begründung: geschichtlich, städtebaulich, technisch - Schutzumfang: gesamtes Objekt - Denkmaltyp: Bauliche Anlage                                             | weitere Fotos \| Fotos hochladen |
| 22378 Wikidata | Südermarkt 4 (54° 5′ 24″ N, 9° 4′ 20″ O)      | Wohn- und Geschäftshaus (Domcafé)   | Wohn- und Geschäftshaus (Domcafé); im Kern 18. Jh.; giebelständiges, zweigeschossiges Gebäude mit Satteldach, Giebel mit Ecktürmchen, vorgelagertem, säulengetragenem Balkon und Freitreppe mit spätbarockem Portal - Begründung: geschichtlich, städtebaulich - Schutzumfang: Wohn- und Geschäftshaus (Domcafé) - Denkmaltyp: Bauliche Anlage                                                                           | weitere Fotos \| Fotos hochladen |
| 2680 Wikidata  | Südermarkt 6 (54° 5′ 23″ N, 9° 4′ 18″ O)      | Wohnhaus                            | Alteintragung (Aktualisierung vorgesehen) - Begründung: Alteintragung (Aktualisierung vorgesehen) - Schutzumfang: Alteintragung (Aktualisierung vorgesehen) - Denkmaltyp: Bauliche Anlage | weitere Fotos \| Fotos hochladen |
| 5123 Wikidata  | Südermarkt 8 (54° 5′ 24″ N, 9° 4′ 17″ O)      | Apotheke                            | Alteintragung (Aktualisierung vorgesehen) - Begründung: Alteintragung (Aktualisierung vorgesehen) - Schutzumfang: Alteintragung (Aktualisierung vorgesehen) - Denkmaltyp: Bauliche Anlage | weitere Fotos \| Fotos hochladen |
| 3409 Wikidata  | Südermarkt 11 (54° 5′ 25″ N, 9° 4′ 15″ O)     | Sandsteinportal                     | Alteintragung (Aktualisierung vorgesehen) - Begründung: Alteintragung (Aktualisierung vorgesehen) - Schutzumfang: Alteintragung (Aktualisierung vorgesehen) - Denkmaltyp: Bauliche Anlage | weitere Fotos \| Fotos hochladen |
| 45049 Wikidata | Süderstraße 14 (54° 5′ 19″ N, 9° 4′ 16″ O)    | Wohn- und Geschäftshaus             | Wohn- und Geschäftshaus; 1. Hälfte 19. Jh.; eingeschossiger geschlämmter Backsteinbau, giebelständig mit Mansarddach, zeittypische Backsteingliederung in reduzierten Formen, im Innern Kinosaal - Begründung: geschichtlich, städtebaulich - Schutzumfang: gesamtes Objekt - Denkmaltyp: Bauliche Anlage | weitere Fotos \| Fotos hochladen |
| 2634 Wikidata  | Süderstraße 18 (54° 5′ 18″ N, 9° 4′ 16″ O)    | Wohnhaus                            | Alteintragung (Aktualisierung vorgesehen) - Begründung: Alteintragung (Aktualisierung vorgesehen) - Schutzumfang: Alteintragung (Aktualisierung vorgesehen) - Denkmaltyp: Bauliche Anlage | weitere Fotos \| Fotos hochladen |
| 2006 Wikidata  | Süderstraße 64 (54° 5′ 9″ N, 9° 4′ 16″ O)     | Windmühle Südermühle                | Alteintragung (Aktualisierung vorgesehen) - Begründung: Alteintragung (Aktualisierung vorgesehen) - Schutzumfang: Alteintragung (Aktualisierung vorgesehen) - Denkmaltyp: Bauliche Anlage | weitere Fotos \| Fotos hochladen |
| 28287 Wikidata | Süderstraße 64 (54° 5′ 8″ N, 9° 4′ 16″ O)     | Mühlenspeicher                      | Alteintragung (Aktualisierung vorgesehen) - Begründung: Alteintragung (Aktualisierung vorgesehen) - Schutzumfang: Alteintragung (Aktualisierung vorgesehen) - Denkmaltyp: Bauliche Anlage | Fotos hochladen                  |
| 3410 Wikidata  | Zingelstraße 8 (54° 5′ 22″ N, 9° 4′ 29″ O)    | Wohnhaus                            | Alteintragung (Aktualisierung vorgesehen) - Begründung: geschichtlich, künstlerisch, städtebaulich - Schutzumfang: gesamtes Objekt - Denkmaltyp: Bauliche Anlage | weitere Fotos \| Fotos hochladen |

## Gründenkmale
| Objekt-ID      | Lage                                            | Offizielle Bezeichnung | Beschreibung | Bild            |
| -------------- | ----------------------------------------------- | ---------------------- | --- | --------------- |
| 19640 Wikidata | Nordermarkt 1 (54° 5′ 26″ N, 9° 4′ 17″ O)       | Kirchhof               | Alteintragung (Aktualisierung vorgesehen) - Begründung: geschichtlich, Kulturlandschaft prägend - Schutzumfang: Kirchhof, Baumkranz, Granitböschungsmauer - Denkmaltyp: Gründenkmal, Sachgesamtheit: Kirche St. Johannis | Fotos hochladen |
| 13362 Wikidata | Norderstraße 1 - 1a (54° 5′ 28″ N, 9° 4′ 15″ O) | Garten                 | Garten des ehem. Nanny –Peters Stift; 1795–97; einziger bürgerlicher Garten in der Altstadt von Meldorf, Lindenhecke, Rotbuchenrondell und Umfassungsmauer, Altbaumbestand des frühen 19. Jahrhunderts - Begründung: geschichtlich, städtebaulich, Kulturlandschaft prägend - Schutzumfang: Garten, Buchenrondell - Denkmaltyp: Gründenkmal, Sachgesamtheit: Nanny-Peters-Stift | BW              |

## Quelle
- Liste der Kulturdenkmale in Schleswig-Holstein – Kreis Dithmarschen (PDF)

- Karte mit allen Koordinaten:
- OSM |
- WikiMap